# Silo (serie di romanzi)
La Trilogia del Silo è una serie di 9 libri di fantascienza dello scrittore statunitense Hugh Howey, raccolti successivamente in tre volumi: Wool, Shift e Dust.

## Storia editoriale
Howey diede inizio alla serie nel 2011, scrivendo il primo romanzo Wool (lo stesso titolo sarà usato per raccogliere i primi cinque romanzi in un unico volume) e pubblicandolo su Amazon in versione digitale. In seguito la serie divenne popolare e l'autore continuò la storia scrivendo in totale 9 libri. Howey, grazie al suo successo, contattò i diritti internazionali nel 2012, e da allora ha ottenuto la pubblicazione in Brasile.
Howey finanziò la stampa con circa 500 000 dollari presso Simon & Schuster per distribuire Wool negli Stati Uniti e in Canada e ha mantenuto per sé i diritti per distribuire le proprie opere on line.

## Trama
La storia di Wool è ambientata sulla Terra in un mondo postapocalittico. L'umanità si rifugiò nel Silo, una città sotterranea formata da più di cento piani, per sopravvivere. Il primo personaggio che compare è quello di Holston, lo sceriffo del Silo, che inizia a compiere alcune indagini. Queste metteranno subito in crisi la versione ufficiale della storia del Silo stesso, in quanto secondo alcune telecamere poste ai piani più alti il mondo è talmente danneggiato da essere invivibile. Successivamente la storia si sviluppa, aggiungendo alla maglia dei personaggi principali anche Juliette, meccanico dei livelli più bassi, Jahns e Marnes.
La vita all'interno di uno spazio ristretto, con materie prime limitate, è controllata da rapporti gerarchici (piani bassi, medi, alti), con nascite controllate e la proibizione di rapporti extraconiugali. In seguito alle indagini dello sceriffo Holston, i lavoratori che mantengono funzionante il Silo iniziano a ribellarsi contro una divisione segreta IT dei piani alti. Ma l'argomento principale della storia rimane il mistero costituito dal Silo, che verrà rivelato solo alla fine del quinto libro.
I romanzi dal sesto all'ottavo, invece, trattano di fatti precedenti alla storia (prequel) e, infine, il libro nono collega insieme le due storie.

### Wool(Libri 1-5)
La storia inizia con Holston, sceriffo del Silo, che si rinchiude volontariamente nella cella di detenzione; A quel punto chiede di uscire fuori, un tabù imprescindibile che viene "accontentato" dalla legge espellendo i richiedenti con delle tute protettive, nella vaga speranza che possano sopravvivere alle tossine e all'ambiente ostile. Mentre la situazione evolve e viene preparato, scopriamo che tre anni prima anche sua moglie Allison è stata espulsa dal sito e condannata a morte per aver detto di voler uscire. Lei, lavorando al reparto IT, trova tracce di una manipolazione di immagini attraverso schermi incredibilmente precisi, e si convince così che il mondo esterno sia in realtà vivibile e che il reparto IT, che gestisce i sensori esterni, avesse ingannato il resto del Silo. Esce così cercando di dimostrare la sua teoria, e anche se sembra essere morta in lontananza dalla Vista, il marito si illude che possa tornare per qualche tempo, ma dopo 3 anni di vita vuota e infelice, decide che vale la pena tentare. Tornati al presente, Holston esce dal Silo con la tuta, e scopre un paradiso verde e un cielo azzurro che mai aveva visto. Capisce così perché tutti coloro che vengono mandati fuori, equipaggiati con attrezzature apposite, decidono volontariamente di pulire le lenti esterne e cerca di comunicare qualcosa a chi sta dentro. Una volta finito, si allontana in direzione della collina, ma viene assalito dai crampi e dall'asfissia, e una volta tolto il casco per respirare l'aria pulita scopre la verità: l'immagine era un'illusione, e la Vista tetra e grigia la realtà. Si accascia al fianco del cadavere della moglie, e muore.
Dopo la morte di Holston, il sindaco Jahns e il vicesceriffo Marnes devono trovare un nuovo sceriffo, visto che il vice rifiuta da decenni. Marnes ha già identificato l'elemento che vorrebbe, ovvero Juliette Nichols, una meccanica dei livelli più bassi che in passato collaborò con lo sceriffo per un caso. I due non sono giovanissimi, ma si preparano lo stesso ad affrontare il  viaggio fino al 146°, fermandosi nel frattempo all'IT per una ratifica della nomina, che però viene negata dal responsabile Bernard, il quale suggerisce uno degli altri candidati. La discrepanza fra i due ruoli politici appare subito evidente, così come la mancanza di conoscenza delle abitudini del sindaco man mano che scende nel Silo. Una volta incontrata Juliette, che rifiuta la carica, riescono a convincerla offrendole ciò di cui ha bisogno: una sospensione energetica del generatore di una settimana, per eseguire una manutenzione. La riparazione avviene senza intoppi, ma manda su tutte le furie Bernard perché i server usano molta energia e non possono essere spenti. La volontà di Juliette di migliorare il silo riaccende una fiamma nel sindaco Jahns, che comincia a rimuginare sulle prossime elezioni e migliore, ma che viene avvelenata prima di poter tornare in cima attraverso la borraccia di Marnes, da cui Bernard aveva notato che beveva. Fra i due infatti si era riaccesa una scintilla di passione.
Inizia così un periodo di pochi giorni dove il nuovo sceriffo Jules fatica nell'ambientarsi al nuovo ruolo, con Bernard ora anche sindaco ad interim fino alle elezioni che insabbia l'incidente di Jahns. Così lei si interessa al caso della pulizia di Holston e di sua moglie, essendo gli unici volontari nella storia. Scavando, trova alcuni dei file di Allison, ma quel punto, una scia di altri incidenti mortali che coinvolgono il vicesceriffo (rimpiazzato da Peter Billings, il candidato sceriffo di Bernard) e il tecnico IT suo amico che l'aiutò a decifrare i file, mettono in chiaro che i suoi giorni da sceriffo sono finiti, per cui viene destituita e rispedita ai livelli meccanici. Una volta là, trova un messaggio segreto del suo amico, e cerca consiglio dal vecchio tecnico Walker, per cercare di capire i segreti delle informazioni nascoste. Poco dopo, viene arrestata per crimini contro il Silo e condannata alla pulizia e lentamente ricondotta fino in cima. Normalmente, per la tuta sarebbero da usare solo i componenti del reparto manutenzione, in teoria il meglio disponibile, ma Walker chiede dei favori e fa usare quelli del reparto meccanica, perché ha capito grazie al messaggio che sono di qualità superiore. Jules così equipaggiata non solo può sopravvivere più a lungo nel mondo esterno, ma sapendo anche l'inganno del display, si rifiuta di pulire o perdere tempo, e si incammina sulle colline. Bernard guarda sconvolto la scena mentre lei esce dal campo delle telecamere, rompendo l'illusione sul suo display e incamminandosi verso un'altra struttura.
Si scopre così che esistono più silo, e Jules riesce ad entrare in quello adiacente, dove parrebbe che molte persone siano uscite volontariamente cercando la salvezza all'esterno. Dentro, il silo è abbandonato da anni e Jules riesce a fatica a trovare di che sopravvivere dopo la sua strenua passeggiata esterna, finché incredibilmente non incontra un superstite, che si fa chiamare Solo. Contemporaneamente, Bernard cerca un'ombra, un apprendista che impari il suo lavoro, e sceglie Lukas, ragazzo dell'IT che però si era preso una cotta per Jules dopo averla incontrata di notte alla Vista mentre sperava di vedere delle stelle fra le fitte nubi. Veniamo così a sapere di una stanza segreta nella sala dei server dell'IT, conosciuta solo dal responsabile, attraverso la quale si può comunicare fra silo, viene tramandata tutta la storia precedente (preclusa a chiunque altro), nonché le procedure di sicurezza per tenere sotto controllo la popolazione ed impedire che ci siano problemi. In caso di mancata pulizia, il manuale dice di prepararsi alla guerra, perché una rivolta è inevitabile.
In effetti, ai piani bassi sta già emergendo un tentativo di rivolta organizzato dai macchinisti per spodestare l'IT e scoprire la verità, tuttavia vengono prontamente fermati dall'IT, organizzato e armato con armi automatiche. Lukas viene rinchiuso per sicurezza nella stanza dei server così che non possa rimanere coinvolto nello scontro con i ribelli, e allo stesso tempo così che possa studiare e dimostrare di essere adatto a prendere il posto di Bernard un giorno. Tuttavia, nonostante lui faccia finta, in realtà non condivide le ideologie repressive dell'Ordine, e anzi comincia a comunicare con Jules attraverso la sua sala server, perché Solo era il figlio del responsabile IT del suo silo (n°17) e si salvò così dalla rivolta e dal collasso sociale che seguì gli eventi del suo silo 16 anni prima. Mentre spiega a Jules molte informazioni, lei passa il tempo cercando di svuotare i livelli inferiori dalle infiltrazioni d'acqua, per poter raggiungere una trivella segreta nascosta che era stata usata per scavarli in principio, con l'intento di usarla per raggiungere il suo vecchio silo (18). Modifica così un'altra tuta e si immerge per riattivare una pompa, ma nel frattempo Solo viene colpito da qualcuno e il generatore che le forniva aria viene distrutto. Dopo essere scampata alla morte e risalita in superficie, Jules soccorre Solo, e assieme scoprono che il Silo è abitato anche da ragazzini giovanissimi, figli dell'ultima generazione, e che loro non hanno un impianto anti nascite, motivo per il quale hanno continuato a vivere si sono fatti una famiglia nel Silo.
Dopo aver schiacciato la rivolta, Bernard capisce che Lukas non è adatto e lo condanna alla pulizia come i ribelli cercando di riportare l'ordine. Tuttavia Jules dopo aver riappacificato i due gruppi del Silo 17, avendo ricevuto una comunicazione radio da Walker, capisce che può comunicare con il silo 18 e chiama. Bernard ordina di interrompere la comunicazione ai suoi uomini, ma lo sceriffo Billings abbassa solo il volume, mentre porta Lukas in cella. Scopre così la verità sui silo e sulla situazione, e decide di schierarsi con lui, arrestando Bernard per il suo tradimento e condannandolo alla pulizia. Jules però non lo sa, così organizza un piano disperato per salvare Lukas, della quale si rende conto di essere innamorata dopo tutte le conversazioni e vicende degli ultimi mesi. Decide così di ricostruirsi una tuta con i materiali buoni e intercettare Lukas nella camera di decompressione e sterilizzazione all'ingresso, salvando entrambi dalle fiamme con uno scudo di nastro termico. Riesce a raggiungere l'uomo nella tuta, che però la spinge via, morendo nella camera e causandole gravi ustioni.
Salvata dal personale del silo 18, si risveglia in ospedale con Lukas scoprendo così la fine di Bernard, per poi venire eletta sindaco dopo essere parzialmente guarita.

### Shift(Libri 6-8)
Nel 2049, il deputato Donald Keene viene reclutato dal senatore Paul Thurman per il progetto CAD-FAC (Containment and Disposal Facility), apparentemente un deposito sotterraneo per i rifiuti nucleari del mondo da costruire nella contea di Fulton, in Georgia. Donald, che ha una laurea in architettura, ha il compito di progettare un rifugio autosufficiente, un Silo, che verrà costruito vicino al CAD-FAC per i lavoratori dell'impianto da utilizzare durante le emergenze.
Nel 2052, il CAD-FAC è completato e il sito sopra di esso ospita la Convention nazionale democratica. Donald e Thurman sono presenti alla cerimonia di apertura quando un'esplosione nucleare distrugge Atlanta, e loro e altri partecipanti vengono introdotti nel CAD-FAC. Thurman rivela che il CAD-FAC era una copertura per la World Order Operation Fifty (W.O.O.L.), un'iniziativa per preservare l'umanità nel caso in cui la specie fosse minacciata di estinzione. Le detonazioni nucleari hanno flagellato la superficie terrestre e non sarà sicuro reinsediarsi per 500 anni.
Il rifugio è composto da cinquanta Silos. Sono gestiti dal Silo 1, che ospita i co-leader dell'Operazione Cinquanta Thurman, Erskine e Victor e altro personale chiave come Donald. Mentre 49 Silos hanno popolazioni generazionali, gli abitanti del Silo 1 vengono fatti entrare e uscire dalla stasi criogenica ogni pochi decenni per lavorare a turni di sei mesi guidando l'Operazione Cinquanta attraverso i secoli. Gli altri Silos subiscono ribellioni interne di varia intensità ogni due decenni. Le principali ribellioni vengono trattate con il "reset", la popolazione viene ridotta, ai residenti rimanenti vengono somministrati farmaci che inducono l'amnesia e i computer vengono cancellati. Quando una ribellione travolge completamente un Silo, travolgendone il reparto IT o prendendo il controllo della camera stagna, il Silo 1 la interrompe attivando da remoto gas velenosi.
Entro il 2212, l'Operazione Cinquanta è entrata in crisi. Un gruppo di undici Silos, guidati da Silo 40, interruppe il contatto con Silo 1 e bloccò il segnale di terminazione, costringendo Silo 1 a ricorrere alla loro demolizione. Subito dopo, iniziò una ribellione in Silo 18 e aumentarono le preoccupazioni che l'intero progetto fosse destinato a fallire. Donald si svegliò su ordine di Thurman per trovare una soluzione dopo che Victor, la mente dietro l'Operazione Cinquanta, si suicidò. Thurman ed Erskine rivelarono a Donald di aver guidato una cospirazione che aveva istigato l'apocalisse nucleare e giustificarono le loro azioni come protezione dell'umanità dall'annientamento tramite nanotecnologia. All'epoca in cui fu concepita l'Operazione Cinquanta, i nanobot autoreplicanti erano diventati comuni nella scienza medica, ma Erskine, un ingegnere di nanobot, scoprì che paesi ostili e gruppi terroristici avevano rilasciato versioni armate. Sebbene questi nanobot dannosi fossero imperfetti, si erano già diffusi in tutto il mondo e si stavano evolvendo, quindi pandemie di crescente letalità erano inevitabili. Victor convinse Thurman ed Erskine a implementare l'Operazione Cinquanta: distruggere la civiltà umana prima che lo facessero i nanobot armati, lasciando gli occupanti dei Silos come gli unici umani sopravvissuti mentre la superficie della Terra veniva completamente ripulita da nanobot benigni. Donald detesta il suo coinvolgimento nell'Operazione Cinquanta, ma continua a collaborare poiché il destino dell'umanità dipende dal successo dei Silos. Deduce che il perno della ribellione del Silo 18 è un'anziana insegnante di nome Mrs. Crowe, che ha un'immunità al farmaco per l'amnesia, e il Silo 18 viene ripristinato invece che terminato.
Nel 2345, Juliette compie il suo viaggio dal Silo 18 al Silo 17. Lo staff del Silo 1 va a svegliare Thurman secondo il protocollo, ma per errore sveglia Donald a causa dell'interferenza della figlia di Thurman, Anna. Usando l'autorità di Thurman, Donald scopre che solo a un Silo su tutti i 50 sarà permesso di reinsediare il mondo, poiché Thurman vuole garantire che nessuna conoscenza di nanotecnologia o armi nucleari persista; il giorno E del 2550, il fortunato Silo verrà selezionato da un algoritmo informatico che valuterà numerose variabili e gli altri verranno eliminati. Donald decide di evitare questo in modo che tutti i Silo vivano.
La narrazione di Donald è intervallata dai primi eventi nei Silos 17 e 18. Nel Silo 18, la Grande Rivolta inizia e viene sedata con la rimozione del suo capobanda, la signora Crowe. Un giovane rivoluzionario di nome Mission ha la memoria cancellata, diventa un cittadino obbediente e gli viene permesso di fondare una famiglia. È implicito che Mission sia un antenato di Allison, la moglie di Holston. Nel 2312, una ribellione nel Silo 17 si conclude con la sua eliminazione da parte del Silo 1, lasciando Jimmy Parker, il figlio del capo IT del Silo, come uno dei pochi sopravvissuti. Jimmy si rinomina Solo.

### Dust(Libro 9)
Donald mantiene contatti regolari con Juliette nel Silo 17 e Lukas nel Silo 18, ma la sua salute inizia a peggiorare rapidamente. Mentre gli abitanti del Silo 18 intraprendono lo scavo di un tunnel per il Silo 17, Thurman viene risvegliato e riafferma il controllo sul Silo 1, con conseguente pestaggio e imprigionamento di Donald. Il tunnel si apre verso il 17 proprio mentre Thurman nota che il 18 è diventato un ribelle e ne ordina la chiusura, e solo circa 200 abitanti riescono a mettersi in salvo prima che il 18 divenga saturo di gas velenoso.
La sorella di Donald, Charlotte, che Donald ha svegliato illegalmente, e un agente di sicurezza comprensivo di nome Darcy cercano di liberare Donald e di fuggire insieme dal Silo 1. Donald sta morendo ed è troppo debole per andarsene. Convince Charlotte e Darcy ad andare senza di lui, mentre progetta di far esplodere le cariche di demolizione incorporate nel Silo 1 in modo che gli altri Silos vengano liberati dalla tirannia di Thurman e dall'Operazione Cinquanta. Darcy si sacrifica affinché Charlotte possa uscire sana e salva, e Donald distrugge Silo 1.
Nel frattempo, Juliette scopre che tutti i Silo possiedono una macchina per scavare tunnel che, una volta attivata, li collegherà a un luogo denominato "Seed". La macchina del Silo 17 richiede più carburante di quello disponibile, quindi Juliette e gli altri sopravvissuti cercano di raggiungere Seed camminando sulla superficie. Emergono da un muro di polvere e si rendono conto che il mondo si è già guarito. I Silo sono avvolti da un velo artificiale di polvere tossica, ma oltre a loro, ci sono aria respirabile, acqua pulita e un ecosistema fiorente. Quando Juliette e i sopravvissuti arrivano a Seed, scoprono che è un bunker tentacolare pieno di cibo, materiali e semi di piante, tutto il necessario per ricostruire la civiltà. Charlotte incontra il gruppo e Juliette la invita a unirsi a loro per ricostruire insieme la civiltà umana.

## Edizioni originali
1. Wool, 30 luglio 2011.
2. Wool: Proper Gauge, 30 novembre 2011.
3. Wool: Casting Off, 11 dicembre 2011.
4. Wool: The Unraveling, 26 dicembre 2011.
5. Wool: The Stranded, 25 gennaio 2012.
6. First Shift — Legacy, 14 aprile 2012.
7. Second Shift — Order, 12 novembre 2012.
8. Third Shift — Pact, 24 gennaio 2013.
9. Dust, 17 agosto 2013.

Raccolte
- Wool Omnibus, 2012 (raccoglie i libri 1-5)
- Shift Omnibus, 2013 (raccoglie i libri 6-8)
- Dust Omnibus, 2014 (ripubblicazione del libro 9)

## Edizioni italiane
- Wool, (contiene i libri dal 1° al 5°) (I ed.it. Milano, Fabbri Editori, 2013) ISBN 978-88-451-986-56
- Shift, (contiene i libri dal 6° all'8°) (I ed.it. Milano, Fabbri Editori, 2014) ISBN 978-88-451-996-08
- Dust, (contiene il 9° libro) (I ed.it. Milano, Fabbri Editori, 2014) ISBN 978-88-915-071-74

## Opere derivate

### Libro a fumetti
Nel giugno 2013 è stato annunciato che Amazon avrebbe prodotto un libro a fumetti ispirato alla serie. Jimmy Palmiotti e Justin Graywill hanno avuto il compito di adattare la storia e Jimmy Broxton ha disegnato il fumetto.

### Adattamento televisivo
Nel 2012, la 20th Century Fox acquisì i diritti della saga, i registi Ridley Scott e Steve Zaillian avrebbero dovuto occuparsi della trasposizione cinematografica.
Il 5 maggio del 2023 il servizio di streaming Apple TV+ pubblica il primo episodio della prima stagione di Silo, basata sul primo volume della saga di Hugh Howey e prodotta da AMC Studios. La serie è stata rinnovata per una seconda stagione nel giugno del 2023. Nel 2024, è stata rinnovata per una terza e una quarta stagione, la quale sarà l'ultima stagione della serie televisiva.